# Колибри-герцог
Колибри-герцог (лат. Eugenes fulgens) — североамериканский вид колибриобразных птиц из подсемейства Trochilinae внутри семейства колибри (Trochilidae), выделяемый в род Eugenes. Эти птицы обитают в горных лугах, каньонах, тропических и субтропических влажных горных сосново-дубовых лесах, а также приречных областях, на высоте от 1300 до 3300 метров над уровнем моря. Длина тела — 13 см. Клюв прямой и длинный — 10 см.

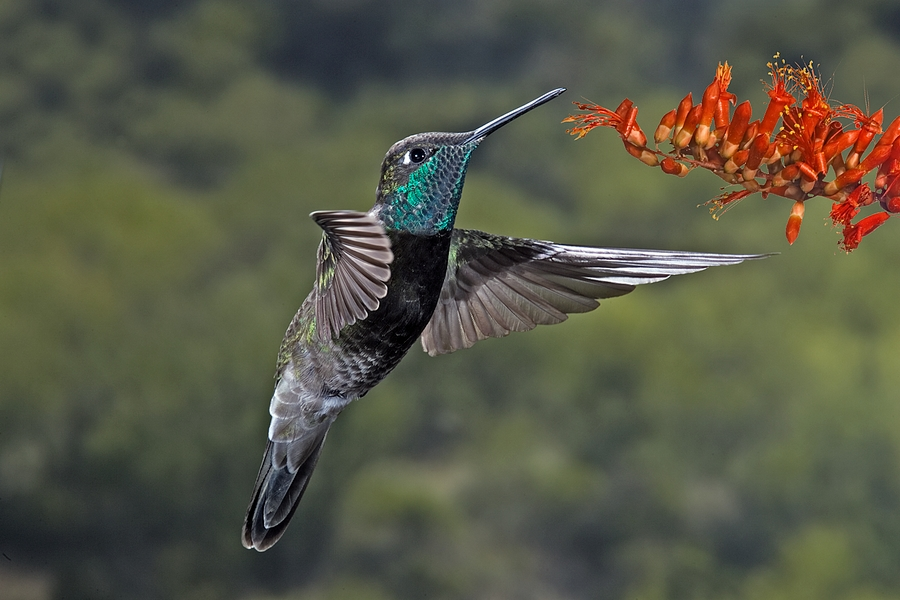
Самец, каньон Мадера, Аризона, США

Вид получил своё название в честь Франсуа Виктора Массена, 2-го герцога Риволи (1799—1863) — орнитолога-любителя, сына наполеоновского маршала Андрэ Массена. Интересно, что другой вид колибриобразных (калипта Анны) был назван в честь жены герцога — Анны (1802—1887).
Ареал: юго-запад США (юго-запад Нью-Мексико, юго-восток Аризоны, юго-запад Техаса), Мексика, Гватемала, Сальвадор, Гондурас и северо-восток Никарагуа.
Международный союз орнитологов не выделяет подвидов.